# 1949 v letectví
Tento článek obsahuje seznam událostí souvisejících s letectvím, které proběhly roku 1949.

## Události

### Leden
- 7. ledna – 208. peruť RAF ztrácí čtyři stíhací letouny Supermarine Spitfire a jeden Hawker Tempest ve střetnutích se stíhači Izraelského letectva

### Únor
- 26. února – 2. března – Boeing B-50A Superfortress sériového čísla 46-0010 Lucky Lady II USAF za pomoci vzdušného tankování ze strojů KB-29M jako první letoun obletěl svět bez mezipřistání.[1]

### Duben
- 4. dubna – je založeno NATO

### Září
- 30. září – oficiálně je ukončen Berlínský letecký most

### Říjen
- 1. října – vzniklo Letectvo Korejské republiky

## První lety
- Fokker S-13

### Leden
- 23. ledna – Dassault Ouragan

### Únor
- 15. února – Breguet 763

### Březen
- 9. března – Avro Shackleton, prototyp VW126

### Duben
- 2. dubna – SNCASE Armagnac
- 14. dubna – Aero Ae 50
- 14. dubna – Helio Courier
- 16. dubna
  - Lockheed YF-94
  - MiG I-320
- 21. dubna – Leduc 0.10

### Květen
- 9. května – Republic XF-91 Thunderceptor
- 13. května – English Electric Canberra, prototyp VN799

### Červen
- 4. června – Lockheed XF-90
- 20. června – Blackburn Beverley

### Červenec
- 17. července – Vickers Varsity
- 27. července – de Havilland Comet

### Srpen
- 30. srpna – Kamov Ka-10

### Září
- 2. září – de Havilland Venom
- 4. září – Avro 707, VX784
- 4. září – Bristol Brabazon
- 10. září – Nord Noratlas
- 19. září – Fairey Gannet, prototyp VR546
- 24. září – North American XT-28
- 27. září – Arsenal VG 90

### Říjen
- 27. října – Martin XB-51

### Listopad
- 7. listopadu – Sikorsky S-55

### Prosinec
- 14. prosince – Cessna O-1 Bird Dog